# جابابو
جابابو (به اسپانیایی: Jobabo) یک منطقهٔ مسکونی در کوبا است که در استان لاس توناس واقع شده‌است. جابابو ۸۸۴ کیلومتر مربع مساحت و ۴۹٬۴۰۳ نفر جمعیت دارد و ۵۰ متر بالاتر از سطح دریا واقع شده‌است.